# Gianfranco Pancani
Gianfranco Pancani (Pontremoli, 4 maggio 1926 – Firenze, 25 agosto 2011) è stato un giornalista italiano.

## Biografia
Gianfranco Pancani è stato uno dei giornalisti più apprezzati della sede Rai di Firenze, nella quale è approdato all'inizio degli anni sessanta dopo un'esperienza professionale nella carta stampata. La voce di Pancani resta soprattutto legata alla radio e allo sport, ed in particolare al motociclismo e alla pallavolo, sport quest'ultimo del quale ha curato per anni una rubrica. Tuttavia, è diventata celebre anche per le radiocronache del Palio di Siena e per i servizi di cronaca, in particolare quelli svolti durante l'alluvione di Firenze del 1966. Accanto a quella giornalistica ha avuto un'intensa attività anche nel campo artistico, settore nel quale ha svolto attività di critico e collezionista. Il figlio Francesco, anch'egli giornalista, è oggi la prima voce del ciclismo di Rai Sport. Muore a Firenze all'età di 85 anni